# 国鉄4030形蒸気機関車

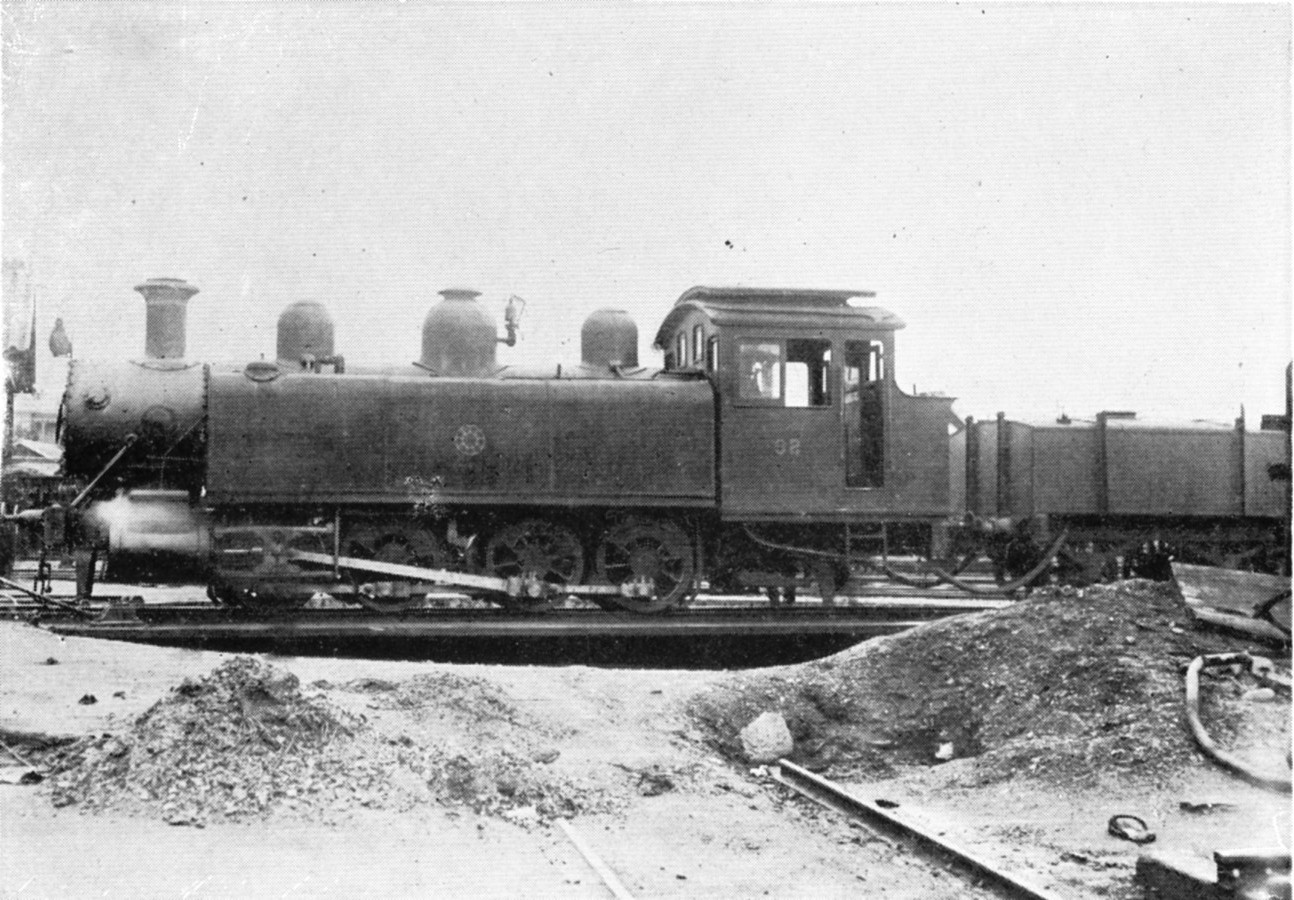
九州鉄道 92（後の鉄道院 4030）

4030形は、かつて日本国有鉄道の前身である鉄道院、鉄道省に在籍したタンク式蒸気機関車である。

## 概要
本形式は、1906年（明治39年）に制定された鉄道国有法により買収された九州鉄道から引き継がれた、車軸配置0-8-0(D)の単式2気筒、飽和式タンク機関車で、3両（4030 - 4032）が存在した。元は、筑豊鉄道が1895年（明治28年）3月および4月にアメリカのボールドウィン・ロコモティブ・ワークスから輸入した22 - 24（製造番号14250 - 14252）で、1897年（明治30年）に筑豊鉄道が九州鉄道に事業譲渡されたのにともない、92形（92 - 94）に改められた。この頃には、ボイラーの振り替えによって、番号は製造番号の逆順となっていた。
メーカーの種別呼称では8-26Eと称し、デザイン上は筑豊鉄道の車軸配置0-6-0(C)タンク機関車（後の鉄道院1320形）と同調している。使用成績はあまり良くなかったようで、当初から若松に配置され、筑豊炭田からの運炭列車に使用されたが、早期に入換用に転用されていた。また、後部に水槽車を連結してテンダー機関車のような使われ方をしていたという記録が残っている。
廃車は1923年（大正12年）1月で、1両の払い下げも保存もなく、解体された。

## 機関車の受難
アメリカより海路運ばれてきた機関車3両は神戸港にて和船4艘に積み替えられ門司港に向け出帆したが暴風雨により内一艘が1895年5月24日山口県三田尻港附近で沈没した。その和船にはボイラー2個と車輪等が積載されていたが、引き上げられたのち組立てられ24号機は8月24日、23号機は9月1日試運転をして使用可能となった。

## 主要諸元
1914年版形式図の諸元を示す。
- 全長 : 10,408mm
- 全高 : 3,330mm
- 全幅 : 2,476mm
- 軌間 : 1,067mm
- 車軸配置 : 0-8-0(D)
- 動輪直径 : 1,067mm
- 弁装置 : スチーブンソン式アメリカ型
- シリンダー（直径×行程） : 406mm×559mm
- ボイラー圧力 : 10.5kg/cm2
- 火格子面積 : 1.47m2
- 全伝熱面積 : 82.1m2
  - 煙管蒸発伝熱面積 : 75.0m2
  - 火室蒸発伝熱面積 : 7.2m2
- ボイラー水容量 : 3.4m3
- 小煙管（直径×長サ×数） : 50.8mm×3,505mm×134本
- 機関車運転整備重量 : 42.77t
- 機関車空車重量 : 33.47t
- 機関車動輪上重量（運転整備時） : 42.77t
- 機関車動輪軸重（第3動輪上） : 12.50t
- 水タンク容量 : 4.42m3
- 燃料積載量 : 1.34t
- 機関車性能
  - シリンダ引張力 : 7,710kg
- ブレーキ装置 : 手ブレーキ、蒸気ブレーキ